# BRIT Awards 2020
La XL edizione dei BRIT Awards, premi conferiti dalla BPI, si è svolta a Londra, presso la The O2 Arena, il 18 febbraio 2020.
La cerimonia di premiazione è stata trasmessa da ITV.
La serata è stata condotta da Jack Whitehall, mentre le candidature sono state annunciate l'11 gennaio 2020.

## Esibizioni

### Introduzione
- Liam Payne & Cheat Codes - Live Forever
- Freya Ridings - Lost Without You
- Aitch - Taste (Make It Shake)
- Dermot Kennedy - Power over Me
- Mabel - Don't Call Me Up

### Show principale
- Mabel - Don't Call Me Up
- Lewis Capaldi - Someone You Loved
- Harry Styles - Falling
- Lizzo - Cuz I Love You, Truth Hurts, Good as Hell, Juice
- Dave - Black
- Billie Eilish, Finneas O'Connell, Johnny Marr & Hans Zimmer - No Time to Die
- Celeste - Strange
- Stormzy, Burna Boy & Tiana Major9 - Don't Forget to Breathe, Do Better, Wiley Flow, Own It, Anybody, Rainfall
- Rod Stewart, Royal Philharmonic Orchestra & Kenney Jones - I Don't Want to Talk About It, Stay with Me

## Vincitori
In grassetto sono indicati i vincitori.

### British Album of the Year (Album britannico dell'anno)
- Dave – Psychodrama
- Harry Styles – Fine Line
- Lewis Capaldi – Divinely Uninspired to a Hellish Extent
- Michael Kiwanuka – Kiwanuka
- Stormzy – Heavy Is the Head

### Song of the Year (Canzone dell'anno)
- Lewis Capaldi – Someone You Loved
- AJ Tracey – Ladbroke Grove
- Calvin Harris & Rag'n'Bone Man – Giant
- Dave featuring Burna Boy – Location
- Ed Sheeran e Justin Bieber – I Don't Care
- Mabel – Don't Call Me Up
- Mark Ronson featuring Miley Cyrus – Nothing Breaks like a Heart
- Sam Smith e Normani – Dancing with a Stranger
- Stormzy – Vossi Bop
- Tom Walker – Just You and I

### British Male Solo Artist (Artista maschile britannico solista)
- Stormzy
- Dave
- Harry Styles
- Lewis Capaldi
- Michael Kiwanuka

### British Female Solo Artist (Artista femminile britannica solista)
- Mabel
- Charli XCX
- FKA twigs
- Freya Ridings
- Mahalia

### British Group (Gruppo musicale britannico)
- Foals
- Bastille
- Bring Me the Horizon
- Coldplay
- D-Block Europe

### Best New Artist (Miglior nuovo artista)
- Lewis Capaldi
- Aitch
- Dave
- Mabel
- Sam Fender

### International Male Solo Artist (Artista maschile solista straniero)
- Tyler, the Creator
- Bruce Springsteen
- Burna Boy
- Dermot Kennedy
- Post Malone

### International Female Solo Artist (Artista femminile solista straniera)
- Billie Eilish
- Ariana Grande
- Camila Cabello
- Lana Del Rey
- Lizzo

### Rising Star Award (Miglior artista in ascesa)
- Celeste
- Lewis Capaldi
- Joy Crookes

### Special Achievement Awards (Premi speciali)
- British Producer of the Year (Produttore britannico dell'anno): Fred Again